# Melsdorf
Melsdorf er en kommune og en by i det nordlige Tyskland, beliggende i Amt Achterwehr under Kreis Rendsborg-Egernførde. Kreis Rendsborg-Egernførde ligger i den centrale del af delstaten Slesvig-Holsten.

## Geografi
Melsdorf ligger lige vest for delstatshovedstaden Kiel, som den grænser til. Mod nord ligger kommunerne Ottendorf og Quarnbek, og mod sydvest Achterwehr.
Kommunen ligger ved Bundesautobahn 210 som den er forbundet med ved Ausfahrt 6. Andre vigtige veje fører til kielerbydelene Mettenhof og Russee, samt mod Ottendorf, Quarnbek og Achterwehr.
Melsdorf er med buslinjerne 6, 91 og 100 forbundet med Kiels nærtrafik. Stoppestedet Melsdorf ligger på jernbanen Husum–Kiel, med stop på regionalbanen hver time. I 1980'erne blev den tidligere banegård nedlagt, men en genåbning af et stoppested har siden været diskuteret, især i lyset af at Melsdorf siden er vokset. I januar 2015 blev stoppestedet genåbnet.